# Día de primavera (Pozdneev)
Día de primavera  (en ruso: Весенний день) es una de las pinturas más conocidas del pintor ruso soviético Nikolai Pozdneev (1930–1978).

## Descripción
El «Día de primavera» se convirtió en una de las escenas primeras en el género que el artista pintó después de su graduación, en Leningrado, a finales de 1950. Es un grupo de niños que regresan del día escolar en primavera. En esta pintura, el artista continúa con el tema que le llevó tres años antes en su trabajo de tesis (ahora en las colecciones del Museo de Arte de Pskov).

## Historia
Por primera vez, el cuadro «Día de primavera» fue mostrado en 1960 en la mayor exposición de artistas de Leningrado. Ese mismo año, fue exhibida en la exposición más grande de los artistas de la Federación de Rusia en Moscú. En 1960-1980 años de pintura en la colección de la familia del artista. En 1994 expuso en la Unión de Artistas de San Petersburgo. En 1995-1996, el cuadro fue exhibido en San Petersburgo en exposiciones de la pintura soviética del periodo 1930-1980. En 2007 la pintura «Día de primavera» fue reproducida en el libro «Realismo socialista desconocido. La Escuela de Leningrado».